# Coupe de France 1942/43
Het seizoen 1942/43 was het 26e seizoen van de Coupe de France in het voetbal. Het toernooi werd georganiseerd door de Franse voetbalbond.

## Geschiedenis
1942/43 was het vierde van de zes oorlogsseizoenen in het Franse voetbal. In tegenstelling tot de aangepaste competitie die onofficieel was, was het bekertoernooi officieel.
Dit seizoen namen er 664 clubs aan deel. Het voetbal werd dit seizoen, net als in de twee voorgaande seizoenen, in Frankrijk in drie zones gespeeld, de bezette zone, de verboden zone (het Noorden van Frankrijk dat vanuit Brussel werd bestuurd) en de vrije zone. (De clubs in het geannexeerde Elzas-Lotharingen speelden in de Duitse competities). De “winnaars” van de bezette en de verboden  zone speelden een onderlinge finale, de winnaar hiervan kwam uit tegen de “winnaar” van de vrije zone in de landelijke finale. Deze werd in twee wedstrijden, beide in het Parc des Princes in Parijs gespeeld, beslist nadat het eerste duel op 9 mei 1943 in een gelijkspel (2-2) eindigde. De tweede wedstrijd op 22 mei eindigde in een 4-0-overwinning van Olympique Marseille op Girondins Bordeaux. Olympique Marseille behaalde hiermee als eerste club de zesde bekerwinst binnen.

## Uitslagen

### 1/16 finale
- 13 dec. 1942[1]

| Winnaar               | Uitslag   | Finalist               |
| --------------------- | --------- | ---------------------- |
| CA Saint-Nazaire      | 1-0       | Saint-Pierre de Nantes |
| Stade Rennais         | 3-0       | Stade Morlaisien       |
| AC Amiens             | 4-1       | AS Palissy             |
| Girondins de Bordeaux | 1-0       | ES Audenge             |
| FC Rouen              | 3-0       | CO Aubervilliers       |
| Stade de Reims        | 5-2       | AS Amicale Paris       |
| AS Troyes             | 4-0       | AS Française           |
| CA Paris              | 2-0       | SCO Angers             |
| Red Star Olympique    | 3-0       | GS Marissel            |
| Le Havre AC           | 10-2      | US Fécamp              |
| US Quevilly           | 4-1 (aet) | Olympique St-Denis     |
| US Le Mans            | 4-1       | AS Vire                |
| CA Montreuil          | 3-2       | CA Guerch ?            |
| VS Chartres           | 5-1       | ES Juvisy              |
| RC Paris              | 6-0       | Stade Poitevin         |
| EC Bordeaux           | 3-2       | AS Saintes             |

| Winnaar         | Uitslag | Finalist    |
| --------------- | ------- | ----------- |
| FCO Charleville | 4-1     | SC Catésien |
| FC Sochaux      | 10-0    | US Belfort  |

Vrije zone
| Winnaar             | Uitslag   | Finalist          |
| ------------------- | --------- | ----------------- |
| Olympique Marseille | 8-2       | SC Toulon         |
| OGC Nice            | 7-1       | RAC Nice          |
| AS Cannes           | 4-0       | CL Marseille      |
| CA Gombert          | 3-2       | AS Monaco         |
| US Cazères          | 3-1       | Stade Cahors      |
| Lyon                | 2-0       | AS Montferrand    |
| Toulouse FC         | 4-2       | Luchon            |
| FC Annecy           | 4-3 (aet) | SO Chambéry       |
| Stade Clermont      | 3-0       | RC Vichy          |
| USA Perpignan       | 3-0       | Olympique Alésien |
| Olympique Nîmes     | 4-0       | Stade Raphaëlois  |
| ESA Brive           | 7-4       | RC Périgueux      |
| AS Avignon          | 3-1       | FC Grenoble       |
| AS Saint-Étienne    | 4-0       | Côte Chaude       |
| FC Sète             | 4-1       | AC Arles          |
| Montpellier         | 4-0       | AS Béziers        |

### 1/8 finale
| Winnaar                 | Uitslag | Finalist                 |
| ----------------------- | ------- | ------------------------ |
| Girondins Bordeaux      | 4-0     | CA Saint-Nazaire-Penhoët |
| Stade français/CA Paris | 3-2     | Stade Reims              |
| Red Star Olympique      | 7-0     | CA Montreuil             |
| FC Rouen                | 4-0     | AC Amiens                |
| EC Bordeaux             | 3-1     | Stade Rennes             |
| Racing Club de France   | 2-1     | AS Troyes-Savinienne     |
| US Le Mans              | 6-1     | VS Chartres              |
| Le Havre AC             | 3-2     | US Quevilly              |

| Winnaar                | Uitslag     | Finalist        |
| ---------------------- | ----------- | --------------- |
| RC Lens                | 1-1 nv; 9-0 | ES Bully        |
| OIC Lille              | 3-1         | Stade Orchies   |
| FC Sochaux/Valentigney | 1-0         | RCFC Besançon   |
| Excelsior Roubaix      | 4-1         | US Bruay        |
| SC Fives               | 3-1         | FCO Charleville |
| CS Homécourt           | 3-1         | Stade Lorrain   |
| RC Roubaix             | 3-2         | US Auchel       |
| ASC Mohon              | 2-1         | AS Sin-le-Noble |

Vrije zone
De wedstrijden werd op 7 februari 1943 gespeeld, de beslissingswedstrijd op 14 februari.
| Winnaar             | Uitslag | Finalist       |
| ------------------- | ------- | -------------- |
| Olympique Marseille | 3-0     | OGC Nice       |
| USA Perpignan       | 1-0     | Toulouse FC    |
| Olympique Nîmes     | 2-1     | AS Cannes      |
| ESA Brive           | 3-1     | Stade Clermont |
| AS Avignon          | 3-2     | Lyon OU        |
| AS Saint-Étienne    | 6-0     | FC Annecy      |
| FC Sète             | 1-0     | US Cazères     |
| SO Montpellier      | 8-1     | CA Gombert     |

### Kwartfinale
| Winnaar                 | Uitslag | Finalist              |
| ----------------------- | ------- | --------------------- |
| Girondins Bordeaux      | 6-2     | EC Bordeaux           |
| Stade français/CA Paris | 2-0     | Racing Club de France |
| Red Star Olympique      | 4-0     | US Le Mans            |
| FC Rouen                | 2-1     | Le Havre AC           |

| Winnaar                | Uitslag | Finalist     |
| ---------------------- | ------- | ------------ |
| RC Lens                | 4-2     | SC Fives     |
| OIC Lille              | 5-3     | CS Homécourt |
| FC Sochaux/Valentigney | 2-1     | RC Roubaix   |
| Excelsior Roubaix      | 5-1     | ASC Mohon    |

Vrije zone
De wedstrijden werd op 7 februari 1943 gespeeld, de beslissingswedstrijd op 14 februari.
| Winnaar             | Uitslag     | Finalist         |
| ------------------- | ----------- | ---------------- |
| Olympique Marseille | 4-2         | AS Avignon       |
| USA Perpignan       | 2-0         | AS Saint-Étienne |
| Olympique Nîmes     | 1-0         | FC Sète          |
| ESA Brive           | 0-0 nv; 5-3 | SO Montpellier   |

### Halve finale
| Winnaar                 | Uitslag | Finalist           |
| ----------------------- | ------- | ------------------ |
| Girondins Bordeaux      | 2-1     | Red Star Olympique |
| Stade français/CA Paris | 4-0     | FC Rouen           |

| Winnaar   | Uitslag | Finalist               |
| --------- | ------- | ---------------------- |
| RC Lens   | 5-0     | FC Sochaux/Valentigney |
| OIC Lille | 4-1     | Excelsior Roubaix      |

Vrije zone
De wedstrijden werd op 7 maart 1943 gespeeld.
| Winnaar             | Uitslag | Finalist        |
| ------------------- | ------- | --------------- |
| Olympique Marseille | 3-0     | Olympique Nîmes |
| USA Perpignan       | 4-1     | ESA Brive       |

### Finales
| Winnaar            | Uitslag     | Finalist                |
| ------------------ | ----------- | ----------------------- |
| Girondins Bordeaux | 0-0 nv; 6-3 | Stade français/CA Paris |

| Winnaar | Uitslag | Finalist  |
| ------- | ------- | --------- |
| RC Lens | 2-0     | OIC Lille |

Vrije zone
De wedstrijd werd op 11 april 1943 gespeeld.
| Winnaar             | Uitslag | Finalist      |
| ------------------- | ------- | ------------- |
| Olympique Marseille | 3-0     | USA Perpignan |

Bezette zone-Verboden zone
De wedstrijd werd op 2 mei 1943 gespeeld. 
| Winnaar            | Uitslag | Finalist |
| ------------------ | ------- | -------- |
| Girondins Bordeaux | 2-1     | RC Lens  |

Landelijke finale
De eerste wedstrijd werd op 9 mei 1943 voor 32.005 toeschouwers gespeeld. De beslissingswedstrijd werd op 22 mei gespeeld voor 32.212 toeschouwers. Beide wedstrijden werden in het Parc des Princes in Parijs gespeeld en stonden onder leiding van scheidsrechter Victor Sdez.
| Winnaar                                                                  | Uitslag | Finalist                                 |
| ------------------------------------------------------------------------ | ------- | ---------------------------------------- |
| Olympique Marseille                                                      | 2-2 nv  | Girondins Bordeaux                       |
| Félix Pironti 4' Jean Robin 55'                                          |         | e.d. 56' Paul Patrone 82' René Persillon |
| beslissingswedstrijd                                                     |         |                                          |
| Olympique Marseille                                                      | 4-0     | Girondins Bordeaux                       |
| Emmanuel Aznar 32' Georges Dard 56' Emmanuel Aznar 62' Félix Pironti 78' |         |                                          |

1917/18 · 1918/19 · 1919/20 · 1920/21 · 1921/22 · 1922/23 · 1923/24 · 1924/25 · 1925/26 · 1926/27 · 1927/28 · 1928/29 · 1929/30 · 1930/31 · 1931/32 · 1932/33 · 1933/34 · 1934/35 · 1935/36 · 1936/37 · 1937/38 · 1938/39 · 1939/40 · 1940/41 · 1941/42 · 1942/43 · 1943/44 · 1944/45 · 1945/46 · 1946/47 · 1947/48 · 1948/49 · 1949/50 · 1950/51 · 1951/52 · 1952/53 · 1953/54 · 1954/55 · 1955/56 · 1956/57 · 1957/58 · 1958/59 · 1959/60 · 1960/61 · 1961/62 · 1962/63 · 1963/64 · 1964/65 · 1965/66 · 1966/67 · 1967/68 · 1968/69 · 1969/70 · 1970/71 · 1971/72 · 1972/73 · 1973/74 · 1974/75 · 1975/76 · 1976/77 · 1977/78 · 1978/79 · 1979/80 · 1980/81 · 1981/82 · 1982/83 · 1983/84 · 1984/85 · 1985/86 · 1986/87 · 1987/88 · 1988/89 · 1989/90 · 1990/91 · 1991/92 · 1992/93 · 1993/94 · 1994/95 · 1995/96 · 1996/97 · 1997/98 · 1998/99 · 1999/00 · 2000/01 · 2001/02 · 2002/03 · 2003/04 · 2004/05 · 2005/06 · 2006/07 · 2007/08 · 2008/09 · 2009/10 · 2010/11 · 2011/12 · 2012/13 · 2013/14 · 2014/15 · 2015/16 · 2016/17 · 2017/18 · 2018/19 · 2019/20 · 2020/21 · 
2021/22 · 2022/23 · 2023/24 · 2024/25 ·